# Pseudochirulus cinereus
Il coda ad anello cinereo (Pseudochirulus cinereus Tate, 1945) è un marsupiale arboricolo della famiglia degli Pseudocheiridi. È strettamente imparentato con una specie a esso molto simile, il coda ad anello del fiume Herbert (P. herbertensis), tanto che, fino al 1989, le due specie venivano classificate in un unico taxon.

## Descrizione
I coda ad anello cinerei, alla nascita, sono ricoperti da un folto manto lanoso di colore marrone chiaro, che rimane inalterato negli esemplari adulti (diversamente da quello dei coda ad anello del fiume Herbert, che negli esemplari adulti diviene molto più scuro). Lungo la testa e il dorso corre una striscia scura. La specie presenta un caratteristico muso appuntito con un «naso romano» e una coda affusolata. Tutte le specie del genere Pseudochirulus hanno la coda prensile. I coda ad anello del fiume Herbert utilizzano questa parte del corpo anche per trasportare piccoli ramoscelli impiegati nella costruzione dei nidi. Dato lo stile di vita prettamente arboricolo, la parte ventrale della coda del coda ad anello cinereo è priva di peli, sì da assicurare una migliore aderenza durante le arrampicate. L'animale possiede inoltre zampe simili a mani che gli consentono di aderire meglio ai rami e ai tronchi.
I maschi tendono a essere più grandi delle femmine: essi pesano 830-1450 g, mentre le femmine pesano 700-1200 g. Misure esatte della lunghezza non sono note, ma specie simili hanno una lunghezza testa-corpo di 16,7-36,8 cm.

## Biologia

### Alimentazione
In base alle abitudini alimentari di specie simili di coda ad anello, è ragionevole pensare che il coda ad anello cinereo sia prevalentemente folivoro. Tutti i coda ad anello, compreso P. cinereus, hanno un grosso cieco contenente batteri in grado di digerire le foglie. Ogni tanto consumano anche fiori o frutti e mostrano comportamenti di coprofagia.

### Comportamento
I coda ad anello cinerei, come altri possum, hanno abitudini notturne. Dal momento che si nutrono perlopiù di foglie, si spostano molto lentamente, cercando di conservare energie il più possibile, proprio come un loro parente stretto, il coda ad anello del fiume Herbert. Scendono raramente al suolo e trascorrono quasi la loro intera esistenza sugli alberi. Sono perlopiù solitari, ma in rare occasioni più esemplari possono condividere la tana. Durante il giorno possono dedicarsi alla costruzione del nido o riposarsi nelle cavità degli alberi.

### Riproduzione
I coda ad anello cinerei raggiungono la maturità sessuale verso i 18-24 mesi. Possono riprodursi in ogni periodo dell'anno, ma il picco delle nascite viene raggiunto in aprile e maggio. Una volta all'anno la femmina partorisce un'unica nidiata composta in media da due piccoli, che trascorrono i primi 4-5 mesi di vita nel marsupio; successivamente, vengono trasportati sul dorso dalla madre. I piccoli vengono svezzati a 150-160 giorni e raggiungono l'indipendenza a 10 mesi. La speranza di vita stimata è di 4-5 anni in natura e di 15 anni in cattività.

## Distribuzione e habitat
La specie occupa un areale compreso tra Cairns e Cape Tribulation, nell'estremità settentrionale del Queensland. Si incontra nelle foreste pluviali al di sopra dei 420 m di quota e ne esistono tre popolazioni separate tra loro, sui monti Carbine, Windsor e Thornton.